# Vécsey Elvira
Vécsey Elvira (Budapest, 1906. november 19. – 1990. június 6.) táncosnő, balettmester, úrlovas, operaházi tag. Rohonyi Anikó operaénekes nagynénje.

## Élete
Vécsey Albert és Rácz Erzsébet lányaként született. Egy féltestvére született, Blanka, aki Rohonyi Anikó operaénekes édesanyja.
Az operaházi balettiskolában tanult, ahol Brada Ede, Póocz Malvin és Zőbisch Ottó tanítványa volt. 1917-től az opera szerződtetett tagja, 1921-től 1947-ig magántáncosnője volt. Első jelentős sikerét a Sylvia (Guerra M.) című balett címszerepében aratta.
1929-ben  szerzett balettpedagógusi oklevelet. 1934-től 1936-ig oktatta az opera balettnövendékeit. Az 1970-es évekig Budapesten tanított, majd az USA-ba ment, ahol ugyancsak mint pedagógus tevékenykedett, azonban minden évben több hónapot itthon töltött az Úri utcai lakásukban.

## Főbb szerepei
- Dada (Brada Ede: Petruska)
- Swanilda (Guerra M.: Coppélia)
- Seherezádé (Kölling)
- Bakfis (Brada Ede: Pesti karnevál)
- Mirigy (Cieplinski: Csongor és Tünde)
- Tél (Cieplinski: Évszakok)
- Dada (Milloss A.: Kuruc mese)